# Hay Lake 209
Hay Lake 209 est une réserve indienne de la Première Nation Dene Tha' en Alberta au Canada. Elle est située à 96 km au nord-ouest de High Level.